# Richard de Mos
Richard de Mos (Delft, 5 mei 1976) is een Nederlands politicus. Hij was van 7 juni 2018 tot 16 oktober 2019 wethouder voor de gemeente Den Haag namens de lokale partij Groep de Mos/Hart voor Den Haag. Namens de Partij voor de Vrijheid (PVV) was hij van 2009 tot en met 2012 lid van de Tweede Kamer der Staten-Generaal.

## Politieke loopbaan
Voordat De Mos lid van de Tweede Kamer werd was hij beleidsmedewerker voor PVV-Kamerlid Martin Bosma. Hij was eerder onderwijzer in het basisonderwijs, onder andere op een basisschool in de Haagse achterstandswijk Spoorwijk.

### Kamerlidmaatschap
Bij de Tweede Kamerverkiezingen van 2006 stond de Mos als tiende op de kandidatenlijst van de Partij voor de Vrijheid. Op 1 september 2009 volgde De Mos in de Tweede Kamer zijn partijgenoot Barry Madlener op, die de Tweede Kamer verruilde voor het Europees Parlement. Op 3 september 2009 hield De Mos zijn maidenspeech in de Tweede Kamer tijdens een debat over de uitdieping van de Westerschelde. In juli 2012 werd bekend dat De Mos niet op de kieslijst van de PVV zou komen voor de volgende verkiezingen.
De Mos had in de Tweede Kamer de portefeuilles verkeer en waterstaat en milieu- en klimaatbeleid, ruimtelijke ordening, natuurbeleid, sport, tuinbouw, drank- en horecawet, taxi- en groepsvervoer, jeugd en kinderopvang. De Mos wist in de Kamer voor zijn woordvoerderschappen altijd de nodige media-aandacht te realiseren en haalde in de drie jaar dat hij in de Kamer zat een behoorlijk aantal aangenomen moties (37) binnen. Zo kreeg hij voor de taxibranche een vereenvoudiging van de rij- en rusttijdenwet voor elkaar en zorgde hij voor de invoering van de Mystery Guests in taxi's, waardoor criminele taxichauffeurs zijn aangepakt.
Tijdens zijn Kamerlidmaatschap verzorgde De Mos zijn eigen pers- en mediabeleid. Met zijn bedrijf De Mos & Partners ging hij daarna verder.

De Mos baarde tijdens zijn PVV-periode vooral opzien door opmerkelijke voorstellen en uitspraken. Zo maakte hij zich sterk voor een hard optreden tegen moslims die meeuwen zouden voeren in Den Haag: 
“Steeds weer moeten autochtone Hagenezen lijden onder de regels die de islam oplegt. Zij zitten met de ongewenste overlast van meeuwen en ander ongedierte.”

### Groep De Mos
Vanaf 11 maart 2010 is De Mos ook gemeenteraadslid van Den Haag. Eerst namens de PVV, later als onafhankelijk gemeenteraadslid en vanaf 2012 namens de Groep de Mos. Op 17 november 2010 kwam De Mos in opspraak nadat bleek dat hij ten onrechte op zijn curriculum vitae had gemeld dat hij schooldirecteur was geweest. Daarbij meldde De Jonge Journalist dat De Mos letterlijk had gezegd schooldirecteur te zijn geweest.
Op 6 juli 2012 werd de kandidatenlijst van de PVV gepresenteerd. Richard de Mos bleek door partijleider Wilders niet te zijn geselecteerd. De Mos noemde de beslissing van Wilders "een mokerslag". Hij probeerde Wilders ervan te overtuigen hem als lijstduwer op plaats 50 te zetten, maar toen dit niet lukte verliet De Mos de PVV-fractie in de gemeenteraad van Den Haag en keerde na de Tweede Kamerverkiezingen van 2012 niet terug in het parlement.
In Den Haag richtte hij samen met oud-Tweede Kamerlid Willem van der Velden en oud-CDA-raadslid Wil Vonk Groep De Mos op. De gezamenlijke lijst van de Groep de Mos/Hart voor Den Haag met de Ouderen Partij Den Haag haalde bij de gemeenteraadsverkiezingen van maart 2014 drie zetels. Bij de gemeenteraadsverkiezingen in 2018 haalde de Groep de Mos op eigen kracht acht zetels en werd daarmee de grootste partij. Op 7 juni 2018 trad de Groep De Mos toe tot het college van B&W en werd De Mos wethouder van Economie, Sport, Buitenruimte (exclusief afvalverwerking en inclusief speelplaatsen), Binnenstad, Dierenwelzijn, Groen, Stadsentrees, Stadsdeel Escamp en 1e loco-burgemeester.

### Corruptieonderzoek
Op 1 oktober 2019 deed de Rijksrecherche huiszoeking in zijn kantoren in verband met een onderzoek naar corruptie bij het verlenen van nachtvergunningen aan onder andere de Haagse ondernemer Atilla Akyol. Hierop trad De Mos, samen met zijn partijgenoot Rachid Guernaoui, tijdelijk terug als wethouder. De kwestie leidde er uiteindelijk toe dat het Haagse college een dag later ten val kwam. Door zijn terugtreden als wethouder nam niet De Mos (tot zijn terugtreden tevens 1e locoburgemeester), maar VVD-wethouder Boudewijn Revis de taken van burgemeester Pauline Krikke (VVD) over, toen zij diezelfde week moest opstappen wegens een kritisch rapport van de Onderzoeksraad voor Veiligheid naar het verloop van de voorgaande nieuwjaarsnacht.
Op 2 oktober 2019 nam de gemeenteraad tevens een motie van wantrouwen aan tegen de teruggetreden wethouders. Twee weken later, op 16 oktober, nam De Mos formeel ontslag als wethouder. Hierna werd hij wederom fractievoorzitter in de gemeenteraad waar een fractiegenoot plaats maakte voor hem.
De Mos werd op 7 september 2020 voor het eerst verhoord, bijna een jaar na de invallen van de Rijksrecherche. Het Openbaar Ministerie verdenkt De Mos van deelname aan criminele organisaties, schending van het ambtsgeheim, meineed en corruptie. Zowel in de gesprekken met Justitie als in de media bepleit De Mos zijn onschuld en waarschuwt hij voor een trial by media. In februari 2021 publiceerde De Mos het boek Mijn verhaal, dat kan worden gezien als een publieke verdediging in deze zaak.
De Mos en andere verdachten werden op 21 april 2023 allen vrijgesproken van de tenlastelegging. Volgens de rechtbank kon met het strafrecht het ontbreken van duidelijke regels voor de financiering van lokale partijen niet worden opgelost. Tevens gaf de rechtbank aan dat niet viel aan te tonen dat er kwade bedoelingen (omkoping) waren bij gever en ontvanger van de donaties. Wel kreeg één verdachte vier maanden voorwaardelijk wegens verboden wapenbezit.
Op 12 maart 2024 eiste het Openbaar Ministerie in hoger beroep alsnog een voorwaardelijke celstraf van een half jaar en een werkstraf van 240 uur tegen De Mos, evenals vier jaar ambtsverbod. Ook tegen Guernaoui en vijf ondernemers eiste het OM voorwaardelijke celstraffen en werkstraffen. Op 21 juni dat jaar werd hij echter opnieuw vrijgesproken van omkoping. Wel werd hij veroordeeld tot een voorwaardelijke geldboete van 2000 euro voor het schenden van het ambtsgeheim.

### Code Oranje en BVNL
Vanaf 28 september 2020 voerde De Mos de kieslijst van Code Oranje aan voor de Tweede Kamerverkiezingen van maart 2021, samen met zijn advocaat Peter Plasman, die op plek twee stond. Tijdens deze verkiezingen werden er geen Kamerzetels behaald. In juli sloot De Mos zich aan bij de nieuwe partij van Wybren van Haga, Belang van Nederland (BVNL). Hij is daar werkzaam als woordvoerder. De Mos was ook gevraagd als lijsttrekker voor die partij voor de Eerste Kamerverkiezingen 2023, maar wees dit af. Sinds de waterschapsverkiezingen van dat jaar is hij namens BVNL lid van de verenigde vergadering in het hoogheemraadschap van Delfland.

## Standpunten

### Onderwijs
Tijdens zijn periode als onderwijzer kreeg hij het idee het vmbo af te schaffen en de ambachtsschool te laten terugkeren. De Mos wil verder "respect voor de mensen die onze kinderen kennis bijbrengen". De Mos is van mening dat het onderwijs onvoldoende mannelijk is geworden. "Mannen zijn in het basisonderwijs een zeldzaamheid, en zodoende is het basisonderwijs al jaren geen juiste afspiegeling van de samenleving meer. Het onderwijs wordt geteisterd door parttimers, en op menige school heerst de 'altijd-maar-leuk-mentaliteit', die de softe vrouwencultuur tot stand heeft gebracht."

### Klimaat
De Mos uit zich regelmatig sceptisch over de invloed van de mens op de klimaatverandering. Op 24 september 2009 eiste hij van minister Jacqueline Cramer opheldering over foutieve temperatuurmetingen door het KNMI. Hij heeft politici die de invloed van de mens op het klimaat accepteren "platte-Aardedenkers" en "klimaatalarmisten" genoemd. Namens de PVV pleitte hij tegen investeringen in klimaatbeleid en tegen "het doordrammen van een akkoord in Kopenhagen". Na het nieuws rond uitgelekte e-mails van klimatologen van het onderzoeksinstituut URC, waaruit volgens klimaatsceptici bleek dat er klimaatgegevens zouden zijn gemanipuleerd —iets wat vervolgens door meerdere onafhankelijke onderzoeken niet kon worden aangetoond - sprak De Mos van een "Climategate". De Mos heeft zich ook in een interview in het blad "Milieudefensie" in 2010 kritisch geuit ten opzichte van windmolens en de effectiviteit van het duurzaam opwekken van energie ermee.

### Ombudspolitiek
Om de volgens hem steeds groter wordende kloof tussen politiek en burger te dichten, pleit De Mos voor een radicale koerswijziging in het Nederlandse democratische bestuur: van top-down naar bottom-up, waarbij hij burgers meer directe invloed wil geven. Deze voor Nederland relatief nieuwe manier van politiek bedrijven wordt ook wel ombudspolitiek genoemd. De Mos is een van de bekendste gezichten van deze beweging. Onder andere het Steunpunt Integriteitsonderzoek Politieke Ambtsdragers is kritisch over ombudspolitiek omdat het een systeem is van corruptie, cliëntelisme en vriendjespolitiek.

## Persoonlijk
De Mos is kleinzoon van een Joodse grootmoeder.